# 阿爾曼薩城堡

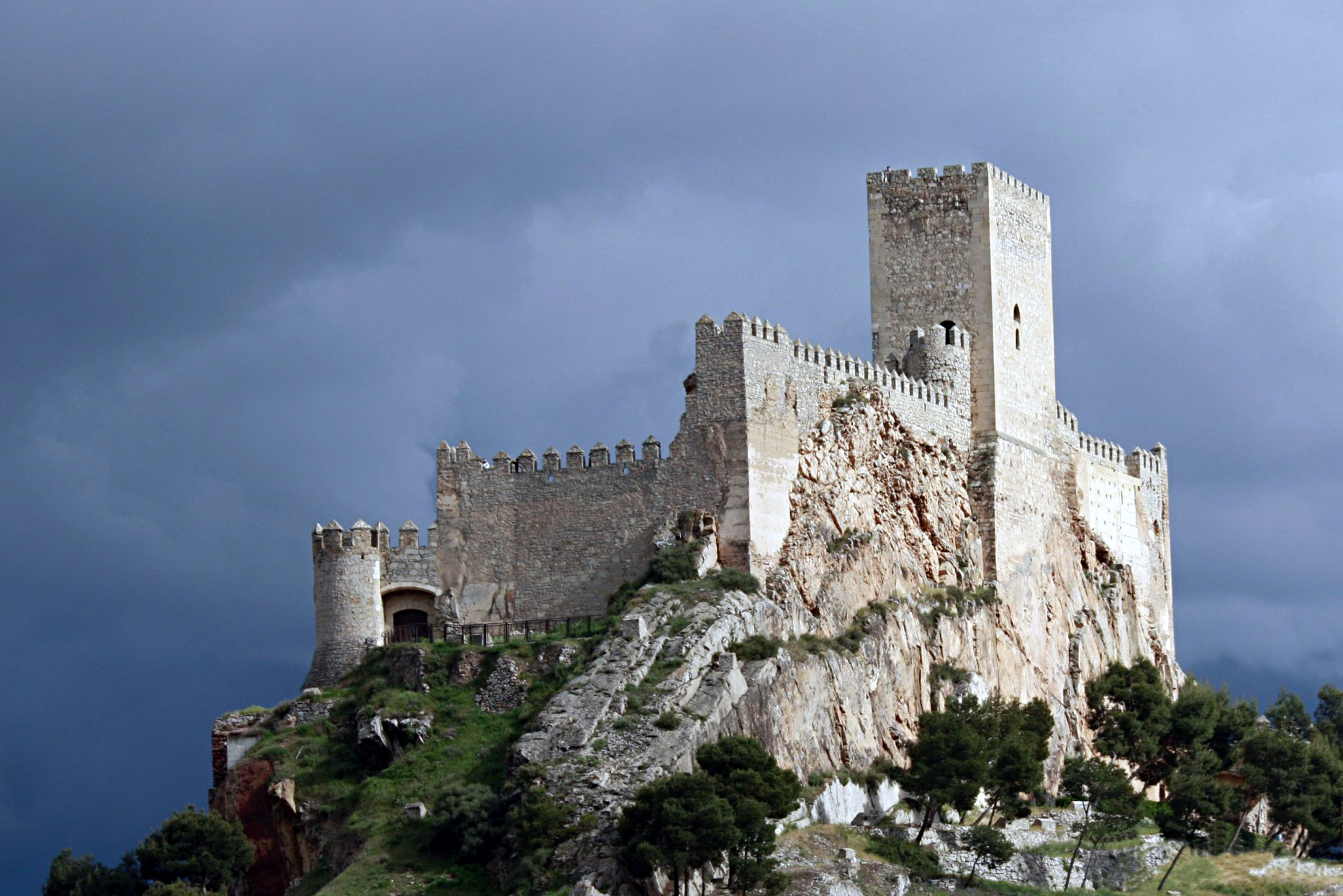
阿爾曼薩城堡

阿爾曼薩城堡（Castillo de Almansa）是西班牙城市阿爾曼薩的一座城堡建築。該城堡在1921年被列入西班牙重要文化財產。阿爾曼薩城堡修建在一座天然的岩山上。1952年後，阿爾曼薩城堡得到了修復。